# Romel Beck
Romel Roberto Beck Castro je meksički profesionalni košarkaš s američkom putovnicom. Igra na poziciji bek šutera, a trenutačno je član NBA momčadi Houston Rocketsa.

## Rani život
Beck je rođen u Rancho Cucamongi, mjestu blizu Los Angelesa u saveznoj državi Kaliforniji.

## Karijera
Pozornost europskih klubova privukao je 2007. na prvenstvu Amerike, gdje je imao treći najbolji postotak šuta od čak 59% postižući prosječno 20.3 koševa po utakmici. Zahvaljujući vrhunskim igrama koje je pružao u utakmicama protiv Argentine i SAD–a, proglašen je za drugog najvećeg prospekta tog prvenstva u konkurenciji igrača koji nisu iskusili igranje u NBA–u. Iza sebe je ostavio mnogo poznatije igrače poput Eliasa Ayusa i Thiaga Splittera. Nakon tog prvenstva, Beck je privukao pažnju brojnih klubova na sebe, ali je ipak završio samo u Cimberio Vareseu, ponajviše radi činjenice da do tada nikad nije nastupao u Europi. 
Početka sezone 2007./08. započeo je u Cimberio Vareseu, međutim završnicu sezone odigrao je u dresu Pierrel Capo d'Orlanda. U potonjem klubu je prosječno postizao 17.3 koševa za 28 minuta igre uz nevjerojatan postotak šuta za 2 od čak 61.2 %. Uz to je imao i 1.3 ukradene lopte po susretu. U doigravanju talijanskog prvenstva je podigao sve svoje brojke te je postizao 18.3 poena za 34 minute po susretu, uz prosječnu valorizaciju od 17. Sezonu 2008./09. započeo je u dresu košarkaškog kluba Zadar, ali zbog sukoba s tadašnjim trenerom Acom Petrovićem, napustio je klub. Odlazi na dvomjesečnu posudbu u Tecos Guadalajaru, gdje je i igrao, a kasnije potpisuje za momčad razvojne NBA lige - Dakota Wizards.  U Wizardsima je odigrao 16 utamica, a za 27 minuta u prosjeku ubacivao 15.9 koševa, a šut za tri održao je na odličnoj razini od čak 49.2%.
Beck je također bio član Cleveland Cavaliersa tijekom NBA Ljetne lige (2008.) koja se održavala u Las Vegasu. Za vrijeme Ljetne lige za Cavalierse u prosjeku postizao 10.4 koševa po utakmici za 20 minuta provedenih na parketu. U listopadu 2009. priljučio se pripremama Houston Rocketsa za nadolazeću sezonu.

## Vanjske poveznice
- Profil  Arhivirana inačica izvorne stranice od 3. ožujka 2016. (Wayback Machine) na FIBA.com
- Profil  Arhivirana inačica izvorne stranice od 1. ožujka 2009. (Wayback Machine) na UNVL.com
- D-League profile
- Profil na NLB.com